# Seznam madžarskih smučarskih tekačev
Seznam madžarskih tekačev na smučeh.

## K
- Ádám Kónya

## S
- Agnes Simon
- Milan Szabó

## T
- Zoltán Tagscherer

## V
- Vera Viczián